# Naked (下川みくにの曲)
「Naked」（ネイキッド）は、2000年6月7日にポニーキャニオンより発売された下川みくに4作目のシングル。

## 解説
- 規格は8cmCDであるが、ケースは12cmCD（マキシシングル）仕様のケースとなっている（次作「Alone」からCD自体も12cmCDとなる）。
- シングルでは、本作が広瀬香美プロデュースから離れた最初の作品である。
- アルバム『Heavenly』には「Asian Lovers Version」として収録されている。なお、「Long good bye」は現時点ではアルバムには収録されていない。

## 収録曲
1. Naked [4:22]
作詞・作曲・編曲：ab:fly
2. Long good bye [5:05] 
作詞 - 藤林聖子、作曲：羽田一郎、編曲：羽田一郎・倉内充・伊藤薫
3. Naked（original karaoke） [4:21]